# Narbonne Volley
Narbonne Volley är volleybollklubb i Narbonne, Frankrike. Klubben har sin bakgrund i idrottsklubben MJC Narbonne, grundad 1963. Efter att klubben lagt ner sin volleybollsektionen bildades istället Narbonne Volley  1992 under nanmnet Union Volley Ball de la Narbonnaise och med vita och röda färger. Klubben debuterade i högsta serien (då med namnet "Pro A", nnumera "Ligue A") 2005. Den bytte 2007 till sitt nuvarande namn och bytte även färger. Den flyttade 2020 från sin tidigare, mindre, arena Palais du Travail till Narbonne Arena; laget bytte även till sina nuvarande färger. Det vann sin första titel då det vann CEV Challenge Cup 2021/2022.